# Eidgenössische Volksinitiative «Ja zur Abschaffung der Radio- und Fernsehgebühren (Abschaffung der Billag-Gebühren)»

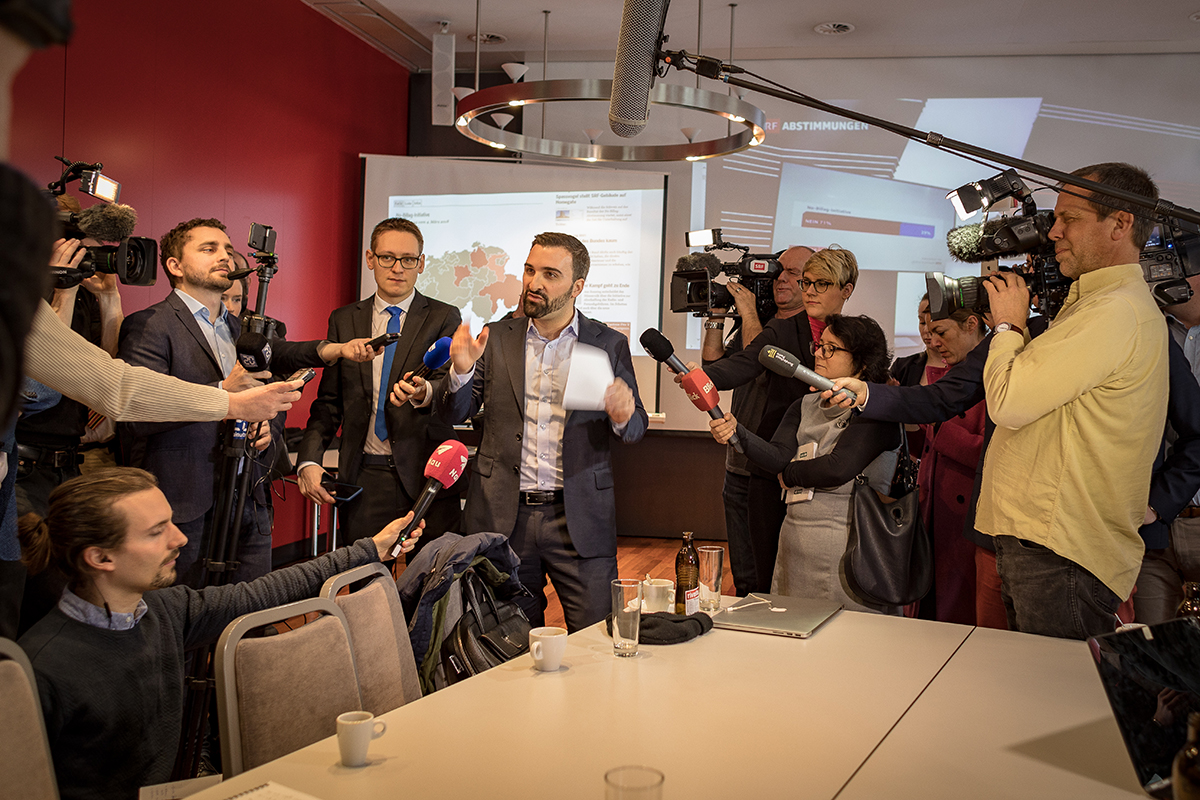
Olivier Kessler, einer der Initianten, wird nach der Abstimmungs-Niederlage interviewt.

Die eidgenössische Volksinitiative «Ja zur Abschaffung der Radio- und Fernsehgebühren (Abschaffung der Billag-Gebühren)» (verkürzt auch No-Billag-Initiative genannt) ist eine Volksinitiative in der Schweiz, die am 4. März 2018 Volk und Ständen unterbreitet und mit 71,6 % Nein-Stimmen sowie von sämtlichen Kantonen abgelehnt wurde.

## Ausgangslage
Die Empfangsgebühren für Radio- und Fernsehgeräte wurden seit 1998 im Auftrag des Bundes von der Firma Billag eingetrieben, ab dem Jahr 2019 wird diese Aufgabe von der Firma Serafe weitergeführt. Bis 2018 betrugen die Gebühren pro Haushalt 451 Franken jährlich oder 165 Franken nur für Radio-Empfang. Auf 2019 wird der Gesamtbetrag in Folge des 2015 vom Volk angenommenen Referendums über die Änderung vom 26. September 2014 des Bundesgesetzes über Radio und Fernsehen (RTVG) auf 365 Franken reduziert, gekoppelt mit der Neuerung, dass die Gebühr unabhängig davon zu entrichten ist, ob im Haushalt klassische Empfangsgeräte vorhanden sind. Die Schweizerische Radio- und Fernsehgesellschaft (SRG-SSR) erhält aus den eingenommenen Gebühren den grössten Anteil von rund 1,2 Milliarden Franken für ihren staatlichen Auftrag. Ein Rest geht an weitere Radio- und Fernsehanbieter.
Die Initiative zielte nach Angaben ihrer Initianten auf die Abschaffung der Empfangsgebühren, in der Initiative Radio- und Fernsehgebühren genannt. Laut dem Initiativkomitee sollte niemand dazu gezwungen werden, «Zwangsgebühren» für Dienstleistungen zu entrichten, die er gar nicht nutzt. Ebenso sollten Unternehmen nicht länger gezwungen werden, Beiträge zahlen zu müssen. Der SRG-SSR wäre es gemäss dem Initiativkomitee frei gestanden, weiterhin Sendungen anzubieten, die SRG-SSR hätte sich aber künftig selber finanzieren müssen und der staatliche Auftrag wäre gestrichen worden: Der Passus in der Verfassung, wonach Radio und Fernsehen zur Bildung beitragen sollen oder die Bedürfnisse der Kantone zu berücksichtigen haben, wäre ersatzlos gestrichen worden. Die SRG-SSR hätte sich, so die Idee der Initianten, wie ihre Konkurrenten um eine Konzession bemühen sollen. Der Wegfall der staatlichen Privilegierung der SRG-SSR hätte zu fairerem Wettbewerb und grösserer Medienvielfalt geführt.
Die Neue Zürcher Zeitung bemerkte noch im November 2017, dass nach der Revision des RTVG 2015 die Debatte über den Auftrag der SRG-SSR ausblieb, im Januar 2018 hingegen sprach auch die Spitze der SRG-SSR von einem Wandel selbst nach einer Ablehnung der Initiative, während Bundesrätin Doris Leuthard das neue Mediengesetz und die sofortige Deckelung des für die SRG-SSR vorgesehenen Betrages erwähnte. Für die WOZ ging die Initiative über Kritik an der SRG-SSR hinaus, vielmehr habe sie die «totale Deregulierung des heutigen Mediensystems» zum Ziel. In einer Dokumentation wies die Sendung Panorama auf den europaweiten Widerstand gegen öffentlich-rechtliche Medien hin. Gezeigt wurden Bestrebungen der rechten Parteien in Europa, die öffentlich-rechtlichen Medien einzuschränken. «Panorama» stellte die «Einheitsbrei»-Aussage des Argumentationschefs der No-Billag-Initiative neben das Zitat über «Zerrbilder und Wahrheitsverdrehungen der System-Medien» von Marine Le Pen oder die Aussage von Geert Wilders, Journalisten würden generell «Unsinn» verbreiten. Die Moderatorin Anja Reschke stellte zur Diskussion, ob denn Information demnach eine Ware sei, «für die man nur bezahlt, wenn sie einem gefällt».
Der Rechtsprofessor Urs Saxer wies im Dezember 2017 darauf hin, dass sich die Initiative an einem veralteten Mediensystem orientiere und in der Initiative mehrere Punkte rechtlich unklar blieben. Der Professor für Informationswissenschaft der HTW Chur, Edzard Schade, wies darauf hin, dass die gesamte Presse seit der Entstehung des Bundes 1848 gefördert worden war. In der Entwicklung zur Zeit des Ersten Weltkriegs sowie während des Klassenkampfs im Generalstreik 1918 hätte sich aber die fehlende Integrationsfunktion der fragmentierten und polarisierenden Meinungspresse gezeigt. Diese frische Erinnerung sei 1922 massgeblich gewesen für den Entscheid, den Rundfunk in den Dienst der Gesamtgesellschaft zu stellen. Schade meinte, dieses duale Mediensystem funktioniere, während die Entwicklung digitaler, am Konsum orientierter Bezahlformen für Service-Public-Dienste zurzeit noch zu wenig ausgereift sei.
Natalie Rickli, Nationalrätin der SVP und frühere Kadermitarbeiterin bei Goldbach Media, schliesst nicht aus, dass nach einer Ablehnung dieser Initiative eine neue Initiative zur Halbierung der SRG-Gebühren gestartet werde. Zusammen mit dem Medienpolitiker Gregor Rutz, ebenfalls Nationalrat der SVP, reichten beide noch vor der Abstimmung parlamentarische Vorstösse ein, um die Haushaltabgaben per anfangs 2019 auf 300 Franken zu senken und zudem die Gebühren für Unternehmen aufzuheben.
Ein Anlass zur Kritik boten die Initianten schon während des Abstimmungskampfes, als sie den Verfassungstext mit ihren Vorschlägen von möglicher staatlicher Unterstützung „freihändig uminterpretierten“; Daniel Gerny nannte dies in der NZZ eine „Nebelpetarde“, eine Volte nämlich, welche die Ernsthaftigkeit der Initiative, respektive des Volksentscheides, untergrabe.
Durch eine Untersuchung der Fachhochschule Nordwestschweiz wurde bekannt, dass die Hälfte aller Twitter-Nachrichten während der Abstimmungskampagne von sogenannten Bots generiert worden waren, welche von nur 50 Nutzern kontrolliert worden seien. Eine Gefahr solcher manipulativer Aktivitäten bestehe in einer möglichen sich ausbreitenden Schweigespirale.

## Wortlaut
Bei einer Annahme der Initiative durch Volk und Stände wäre der folgende Artikel der schweizerischen Bundesverfassung geändert worden:
2 Bisheriger Abs. 3
3 Der Bund versteigert regelmässig Konzessionen für Radio und Fernsehen.
4 Er subventioniert keine Radio- und Fernsehstationen. Er kann Zahlungen zur Ausstrahlung von dringlichen amtlichen Mitteilungen tätigen.
5 Der Bund oder durch ihn beauftragte Dritte dürfen keine Empfangsgebühren erheben.
6 Der Bund betreibt in Friedenszeiten keine eigenen Radio- und Fernsehstationen.
Art. 197 Ziff. 12
12. Übergangsbestimmung zu Art. 93 Abs. 3–6
1 Werden die gesetzlichen Bestimmungen nach dem 1. Januar 2018 in Kraft gesetzt, so erlässt der Bundesrat bis zum 1. Januar 2018 die erforderlichen Ausführungsbestimmungen.
2 Erfolgt die Annahme von Artikel 93 Absätze 3–6 nach dem 1. Januar 2018, so treten die erforderlichen Ausführungsbestimmungen auf den nächstfolgenden 1. Januar in Kraft.

## Entstehungsgeschichte

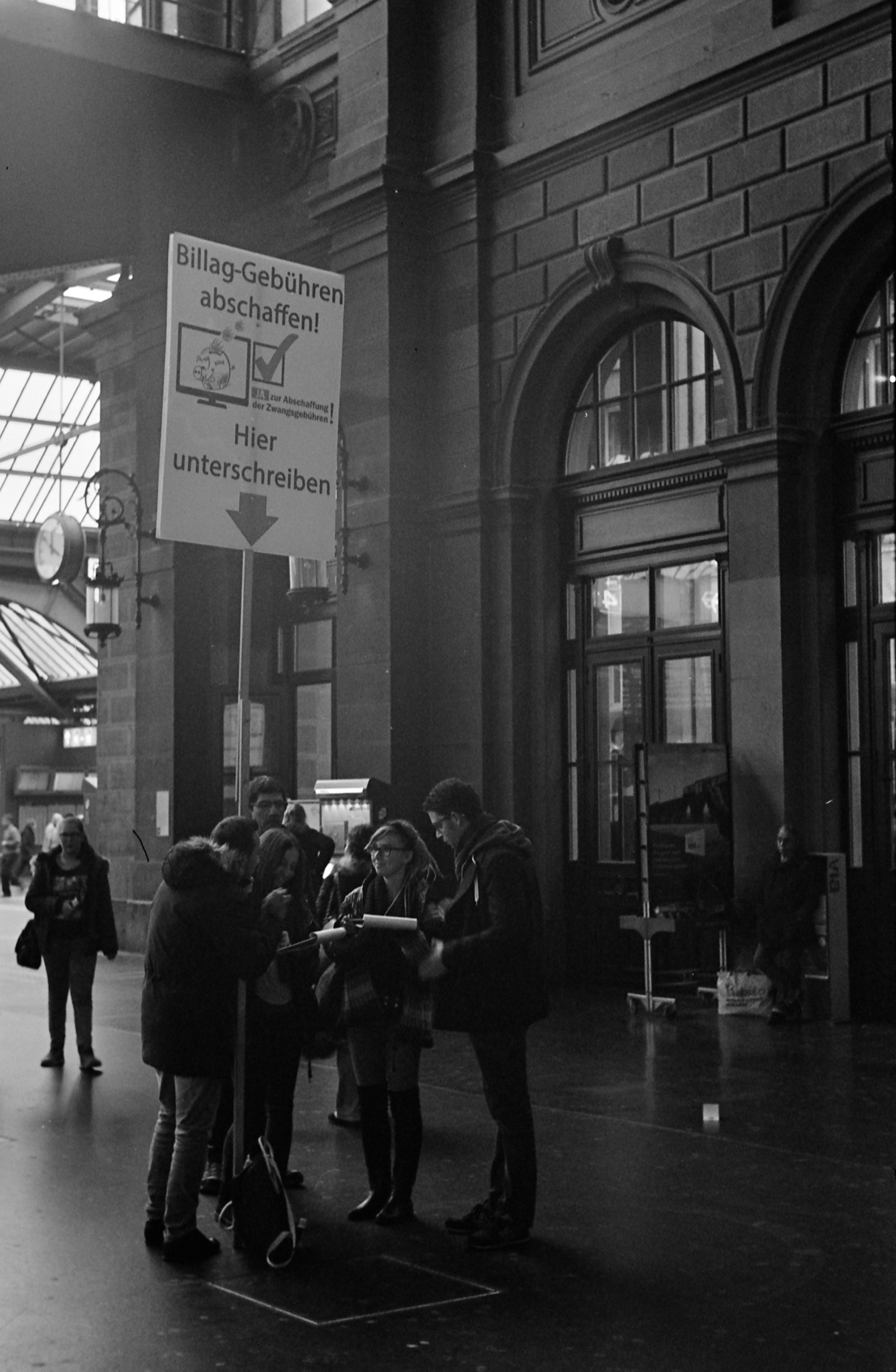
Unterschriftensammlung im Oktober 2015 im Hauptbahnhof Zürich

Die Unterschriftensammlung begann nach der Ausarbeitung einer Idee von Jungfreisinnigen am 11. Juni 2014. Die Initiative kam am 13. Januar 2016 zustande.
Der Bundesrat beantragte dem Parlament im Herbst 2016 in seiner Botschaft, die Initiative zur Ablehnung zu empfehlen. Die Bundesversammlung folgte dem Bundesrat im Herbst 2017. In der Schlussabstimmung lehnte der Nationalrat die Initiative mit 129 zu 33 Stimmen bei 32 Enthaltungen ab, der Ständerat mit 41 zu 2 Stimmen bei 1 Enthaltung. Die beiden Gegenstimmen im Ständerat kamen von den SVP-Vertretern Peter Föhn und Alex Kuprecht, wobei letzterer nach eigener Aussage den falschen Knopf gedrückt hat. Ein SVP-Gegenvorschlag zur Halbierung der Gebühren wurde mit 108:70 Stimmen abgelehnt.

## Stellungnahmen

### Befürworter

#### Initianten
- Olivier Kessler, Co-Präsident des Initiativkomitees und Vizedirektor des Liberalen Instituts, wurde durch den Blick befragt.[20] Laut Kessler würden heute Politiker entscheiden, welche Medien durch Gebühren finanziert würden, was die Wahlfreiheit einschränke. Eine nach Annahme der Initiative vom politischen System losgelöste Medienlandschaft könne die politischen Vorgänge kritischer kommentieren. Geringverdiener hätten bei Wegfall der Gebührenpflicht die Möglichkeit, das eingesparte Geld anderweitig auszugeben. Medienprodukte wie Zeitungen oder Online-Medienangebote könnten individuell nach Bedarf bezogen werden. Um rätoromanische Sendungen nach Ausfall der Billag-Gebühren weiterzuführen, müsste eventuell der Kanton Graubünden bei der Finanzierung einspringen. (Die Regierung des Kantons Graubünden erklärte in einer ausserordentlichen Stellungnahme, die Initiative zur Ablehnung zu empfehlen.[21])
- Das Initiativkomitee präsentierte am 25. Januar 2018 drei hypothetische Szenarien für die Finanzierung einer privatisierten SRG nach einem JA zur Initiative. Als wichtigste Einnahmequelle sähen alle drei Szenarien ein Abonnementsmodell vor. Dieses würde durch die bisherigen Netzbetreiber wie Swisscom und UPC Schweiz als Bezahlfernsehen für weiterbetriebene SRG-Sender eingeführt. Durch die im Vergleich mit heute wegen der spezifischen Gebühren und des reduzierten SRG-Sendeangebotes verringerte Reichweite würden die TV-Werbeeinnahmen abnehmen. Die Initianten nehmen an, dass die TV-Werbeeinnahmen auf etwa die Hälfte sinken würden. An deren Stelle könnte eine privatisierte SRG als Neuerung Werbung in Radiosendungen und auf Online-Angeboten einführen. Die Szenarien 2 und 3 rechnen mit bedeutenden Bundes- und Kantonsbeiträgen. Wie sich dies mit dem Initiativtext vereinbaren lässt, wurde nicht erklärt. Insgesamt werden Einnahmen von 590 (Szenarium 1), 731 (Szenarium 2) und 929 Millionen Franken (Szenarium 3) erwartet. Bezüglich der drei Szenarien wies NZZ-Redaktor Rainer Stadler hin auf die «Kluft zwischen dem Wunsch nach vielfältiger audiovisueller Hintergrundinformation und marktwirtschaftlicher Realität».[22] Als Konzession an die politischen Gegebenheiten in der Schweiz seien die Initianten nun bereit, eine Übergangsfrist für die Umstellung der SRG von etwa drei Jahren zu gewähren, was im Initiativtext nicht vorgesehen sei.[23]

#### Organisationen
- Die Schweizerische Gewerbekammer beschloss für den Schweizerischen Gewerbeverband Zustimmung zur Initiative. Im Oktober 2017 hatte deren Präsident Hans-Ulrich Bigler zwei Drittel des Verbandes für sein Eintreten als Befürworter der Initiative hinter sich gebracht, obschon die meisten KMU ab 2019 von dieser Gebührenabgabe befreit wären.[24][25] Ziele seien die Abschaffung der willkürlichen und ungerechtfertigten Doppelbesteuerung der Unternehmen, dazu eine umfassende Reform der bisherigen SRG. Eine Annahme der Initiative würde zu einer bisher verhinderten Diskussion von Inhalt und Umfang des Service public führen und verhindere eine zunehmende Verstaatlichung der Schweizer Medienlandschaft. Innerhalb des Gewerbeverbandes gab es Widerstand gegen das Vorgehen Biglers. So fand Alois Gmür (Nationalrat aus dem Kanton Schwyz), dass dieses Vorpreschen des Präsidenten nicht nur Gegner wie ihn in der eigenen Organisation habe, sondern auch kein Kernanliegen des Verbandes sei.[26] Hans-Ulrich Bigler stellte für den Gewerbeverband einen Plan B bei Annahme der Initiative vorgestellt. Die entsprechenden Schätzungen für neue Einnahmen der SRG (Pay-TV, neu Radio- und Onlinewerbung, staatliche Unterstützungen durch Bund und Kantone) anstelle der gegenwärtig obligatorischen Gebühren wurden weitgehend bereits im November 2017 an anderer Stelle publiziert. Es wurde darauf hingewiesen, dass die Umsetzung eines solchen Planes B bis anfangs 2019 nicht machbar sei.[27]

### Gegner

#### Bundesrat
Der Bundesrat lehnte die Initiative aus folgenden Gründen ab:
- der Service-Public-Auftrag würde aufgehoben
- viele Fernseh- und Radiostationen würden existenziell gefährdet
- die Abhängigkeit von ausländischen Konzernen und privaten Geldgebern würde erhöht
- die Medienvielfalt und Meinungsbildung in der Schweiz würde Schaden leiden.

#### Parlamentarier
Als Teil des Komitees NEIN zu No Billag legten 160 Parlamentarier aller 8 Parteien ihre Argumente als Gegner der Initiative an ihrer Pressekonferenz vom 9. Januar 2018 dar. Die Initiative für die Abschaffung der Radio- und Fernsehgebühren sei zu extrem, lautete der Tenor. Die Vorlage greife die Existenz der SRG sowie der regionalen und lokalen Radio- und Fernsehsender frontal an. Diese versorgten heute die ganze Schweiz mit einem vielfältigen und ausgewogenen Angebot, argumentierte das Komitee. Eine funktionierende Demokratie sei auf informierte Bürgerinnen und Bürger angewiesen. Bei einem Ja wäre eine sachgerechte Berichterstattung nicht mehr gewährleistet.

#### Medienfachleute
- Michael Schoenenberger, Leiter der Inlandredaktion der Neuen Zürcher Zeitung, erwähnte die grosse Emotionalität im Abstimmungskampf. Trotz seiner Vorbehalte lehnte er die Initiative ab. Er trat für den Weiterbestand von öffentlichem Radio und Fernsehen in der Schweiz ein. Im Falle einer Ablehnung müssten jedoch sowohl die Politik wie auch die SRG zwingend über die Bücher.[30]
- Daniel Binswanger nannte die Initiative als eines unter Beispielen von «primitiven Schlaraffenland-Versprechungen» mit bis anhin «unbekannter Dreistigkeit»: Die angeblichen alternativen Finanzierungsmöglichkeiten für die SRG-SSR seien «Geschwätz», nirgendwo auf der Welt existiere Informations-Pay-TV.[31]
- Christian Dorer, Chefredaktor der Blick-Gruppe, glaubte, dass bei Annahme der Initiative kein vernünftiger Plan B mit reorganisierter SRG-SSR funktionieren würde. Nach einem Ja zu No Billag würde die SRG-SSR liquidiert. Es sei die falsche Vorlage, um ein Zeichen zu setzen. Deshalb wählte er den Titel Spiel mit dem Feuer.[32]
- Diego Yanez, Direktor der Schweizer Journalistenschule MAZ, früherer Chefredaktor Fernsehen der SRF und Mitglied des Komitees Nein zu No Billag, fürchtete, dass die Annahme der Initiative zu weniger Vielfalt und mehr Abhängigkeit im Schweizer Medienmarkt führen würde. Bei dieser Abstimmung gehe es um die Zerschlagung der SRG-SSR sowie von 34 privaten Fernseh- und Radiosendern, denen die finanzielle Grundlage entzogen würde. Beliebte Sendungen wie die Tagesschau seien ohne Gebühreneinnahmen nicht zu finanzieren. Es gebe in ganz Europa kein einziges Pay-Modell für Informationssendungen. Yanez sah zwar Reformbedarf bei der SRG-SSR. Er sagte jedoch, dass man nur eine SRG-SSR reformieren könne, welche noch lebe, was nach seiner Meinung nach einer Annahme der Initiative nicht mehr der Fall wäre.[33]
- Bei Medien von einem Markt zu sprechen, ist gemäss Guido Keel, dem Leiter des Instituts für Angewandte Medienwissenschaft (IAM) in Winterthur, problematisch. Journalismus sei ein öffentliches Gut. “Dessen Nutzen lässt sich nicht auf die beschränken, die dafür bezahlen. Medien informieren die Gesellschaft, damit diese an demokratischen und damit staatsbildenden Prozessen teilnehmen kann. Dadurch ermöglichen Medien Demokratie, und davon profitieren auch die, die nichts für die Mediennutzung bezahlen.”[34]
- Roger Schawinski, Pionier privater Radio- und Fernsehsender in der Schweiz (Radio 24 und Tele24) sowie Moderator einer SRG-Talkshow veröffentlichte als Gegner der Initiative das Buch No Billag? Die Gründe und die Folgen.[35] mit folgenden Gefahren:[36]
  - In der kleinen Schweiz wäre ein umfassendes Informationsangebot nicht einmal ansatzweise finanzierbar. Abonnementfernsehen funktioniere nur in den Bereichen Sport, Film und Porno.
  - Viele kleine Sportarten würden ohne die SRG-SSR vom Bildschirm verschwinden.
  - Schon heute läge der Marktanteil ausländischer Fernsehsender in der Schweiz über 60 Prozent. Diese koloniale Situation würde nach Zerschlagen der SRG-SSR noch ausgeprägter, weil hauptsächlich ausländische Sender in die Lücke springen würden.[37]
  - Nationale Privatradios würden die regionalen verdrängen. Als mögliche Akteure nennt Schawinski die Mediengruppe Ringier und eine Gruppe um den Milliardär Christoph Blocher, welcher bereits sich bei Schweizer Medien beteiligt hat und eigene Fernsehsendungen finanziert.
- Mike Müller, bekannt aus den SRG-Sendungen Giacobbo/Müller und Der Bestatter, fand die Initiative zu extrem. Bezüglich Konkurrenten der SRG-SSR sollten nicht nur Fernsehsender aus dem benachbarten Ausland beachtet werden, sondern auch Internetfirmen wie Google, Facebook oder Netflix.[38]
- Obschon nach Meinung von Rolf Probala die SRG in der heutigen Form nicht überleben könne, sage er «Nein» zur No-Billag-Initiative. Er sei überzeugt, dass wir im Zeitalter sozialer Netzwerke und globaler Internetkonzerne einen gebührenfinanzierten Dienstleister brauchen würden, um uns mit relevanten Informationen zu versorgen.[39]
- Werbefachmann François Besençon, Vizepräsident des Verbandes Kommunikation Schweiz (und früher Kadermitglied der SRG-Werbetochterfirma Publisuisse), war skeptisch bezüglich der finanziellen Möglichkeiten im TV-Informationsbereich. Als Beispiel führte er den französischen Nachrichtensender BFMTV an, dessen Jahreskosten mindestens 100 Millionen Franken betrage. In Frankreich erreiche dieser Sender nur einen Marktanteil von zwei Prozent. In der Deutschschweiz wäre für das Zustandekommen des benötigten Budgets aber ein Zuschaueranteil von 10 Prozent nötig.[22]

#### Wissenschafter
- Gemäss Thomas Maissen, Historiker für neuere Schweizer Geschichte, brauche jede Demokratie einen öffentlichen Raum, in dem über Informationen, Diskussion, Streit und Lösungsvorschläge Gemeinsames ausgehandelt und vermittelt werde. Eine Willensnation müsse lernen und wissen, was sie wolle. Das könne sie nur in den Medien des öffentlichen Raumes. Ohne SRG-SSR bestehe die Gefahr, dass die Minderheitsregionen zu Wurmfortsätzen der einheitssprachlichen Nachbarländer degradiert würden.[40]
- Martin Kolmar und Ulrich M. Schmid, Professoren der Universität St. Gallen, verglichen insbesondere die Rolle von Internetgiganten mit derjenigen der SRG als Informationsanbieter.[41] Die ökonomische Unterwanderung der eigentlichen Informationsanbieter durch die Internetgiganten Google und Facebook macht die Medienkrise strukturell so gewaltig und politisch so gefährlich. Durch die SRG und ihr gemeinschaftlich finanziertes Informationsangebot werde kein Marktversagen geschaffen, sondern es werde ein existierendes Marktversagen reduziert. Die Autoren sprechen von entstehenden privaten Medienoligopolen. Im Unterschied zu Google und Facebook übernimmt die SRG die Verantwortung für die Inhalte, die sie auf ihren Kanälen verbreitet.
- Die Professorin für Medienwissenschaften Jean Seaton erklärte, viele Menschen betrachteten die öffentlich-rechtlichen Sender als Gegeben und konsumierten sie derart selbstverständlich, dass sie deren Wert gar nicht erkannten.[42] Die BBC führte im Jahr 2015 ein nur 9-tägiges Experiment durch, bei welchem repräsentativ ausgewählte Haushalte keine Sender der BBC konsumieren durften. Ihre anfängliche Meinung, auf die BBC auch verzichten zu können, hatten zwei Drittel der Beteiligten nach dem Experiment geändert.

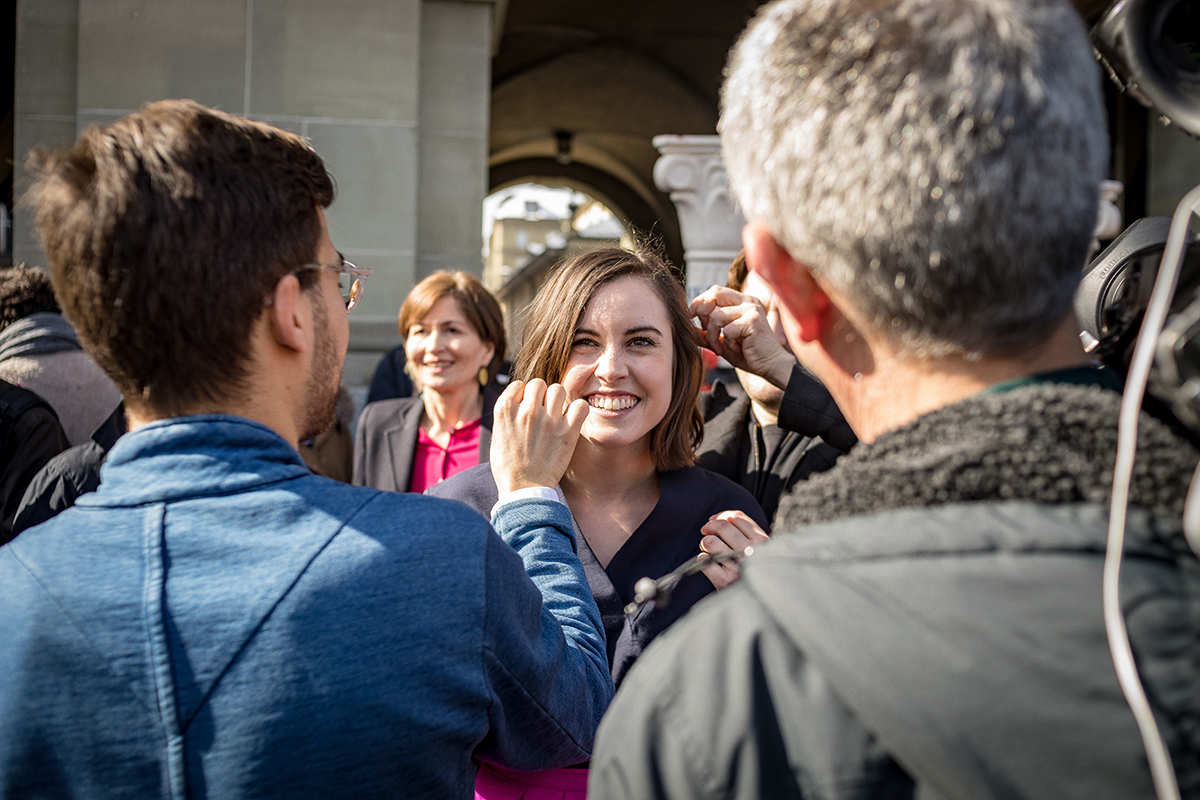
Laura Zimmermann, Co-Präsidentin der Operation Libero

#### Organisationen
- Nach dem Präsidenten der Westschweizer Regierungskonferenz, François Longchamp, liegt es den Initianten fern, die idée suisse eines gleichwertigen Radio- und Fernsehangebots in drei Amtssprachen aufrechtzuerhalten. Der audiovisuelle Schweizerspiegel, so facettenreich wie das Land, würde nach Wegfall der Gebühren in seiner Vielfalt nicht mehr existieren.[43]
- Auch die Ostschweizer Regierungskonferenz wies auf den bei Annahme wegfallenden Verfassungsartikel hin und war überzeugt, dass die Initiative in den kleinräumigen Gebieten der Ostschweiz der Medienlandschaft schaden würde.[44]
- Die Gegnerschaft wies darauf hin, dass ohne die jetzt bestehende Gebührenumverteilung Sprachminderheiten vernachlässigt werden könnten. Der Markt an regional produzierten Sendungen für die lateinische Schweiz sei zu klein.[2]
- Der evangelische Kirchenbund teilte seine Ablehnung der Initiative mit. Radio und Fernsehen sollten solidarisch von der gesamten Bevölkerung getragen werden. Das Spiel der Marktkräfte schneide Minderheiten und Schwachen das Wort ab.[45]
- Die Römisch-Katholische Zentralkonferenz der Schweiz machte darauf aufmerksam, dass der Beitrag der SRG zum spirituellen und religiösen Dialog beachtlich sei und es um gesamtgesellschaftliche und staatspolitische Fragen gehe. Bei der vorgesehenen Streichung von wichtigen Bestimmungen aus der Bundesverfassung sei der Stellenwert dieser Aspekte nicht mehr gewährleistet.[46]
- Die Schweizer Bischofskonferenz sah bei Annahme der Initiative den nationalen Zusammenhalt in Gefahr.[47]
- Hörbehindertenorganisationen befürchteten eine Reduktion des Untertitel- und Gebärdensprachangebots.[48] Die Vereinbarung dieser Organisationen mit der SRG-SSR, nach der bis 2022 bis zu 80 Prozent der Sendungen mit Untertiteln ausgestrahlt werden müssen, war gemäss dem nationalen Gehörlosenbund SGB-FSS gefährdet.[49]
- Eine Gruppierung von Kulturschaffenden argumentierte unter dem Slogan No Billag, No Culture, dass kulturelle Traditionen wie auch Filmprojekte und Auftritte von Sängern, Musikgruppen, Kabarettisten und Schriftstellern gefährdet wären. So hätten heute rein werbefinanzierte Sender einen massiv kleineren Teil an Schweizer Musik als die SRG und die gebührenfinanzierten Privatradios. Dies betrifft nicht nur Volksmusik, sondern auch klassische Musik, Jazz und Rock.[50][51]
- Der Verein Musikschaffende Schweiz (Sonart) veröffentlichte sein Argumentarium als Gegner der Initiative.[52]
- Amnesty International betonte, dass die Umsetzung der «No Billag»-Initiative das Recht auf Meinungs- und Informationsfreiheit insbesondere für sprachliche Minderheiten gefährden würde.[53]
- Die Neue Helvetische Gesellschaft äussert sich traditionell nicht zu politischen Alltagsgeschäften. Eine ausserordentliche Delegiertenversammlung entschied sich zu einer Stellungnahme und empfahl ein Nein zur Initiative. Solidarität sei ein Teil des schweizerischen Staatsverständnisses. In der Stellungnahme wird sodann der Wegfall sowohl der rechtlichen Verpflichtung zu objektiver Berichterstattung als auch der Beschwerdemöglichkeit beklagt.[54]
- Die Operation Libero, eine politische Bewegung in der Schweiz, wollte die Annahme der Initiative mit einer mittels Crowdfunding finanzierten Kampagne verhindern.[55]
- Emilia Pasquier, Geschäftsführerin des Think-Tanks Foraus und Mitglied des Komitees Nein zu No Billag, betonte, dass sich die SRG mit über 20 Korrespondenten in allen Landesteilen und Regionen zur Verständigung zwischen den Landesteilen und zum Zusammenhalt der Schweiz beitrage.[33]
- Radio Bern. Gemäss einer Argumentesammlung von Radio Bern würde ein Wegfall der SRG-SSR als unabhängiges staatliches Medium auch den Verlust einer unabhängigen Informationsquelle in der Schweiz bedeuten. Als einziges Medium der Schweiz sei sie nicht von Investoren abhängig, die jeweils ihre eigenen Interessen vertreten. Die freie und von wirtschaftlichen und politischen Interessen unabhängige Meinungsbildung in der Schweiz hänge in grossem Ausmass vom Informationsauftrag der staatlichen Medien ab.[56]
- TeleSuisse, der Verband der Schweizer Regionalfernsehen, sprach sich gegen die No-Billag-Initiative aus. Deren Präsident, André Moesch, äusserte sich in der SRG-Sendung 10vor10 vom 9. Januar 2018 zu den Argumenten des Gewerbeverbandes. Dass nach Annahme der Initiative mit höheren Werbeeinnahmen einer gebührenfreien SRG gerechnet werden könne, sei eine Illusion, weil das Programmangebot wegen der fehlenden Gebühreneinnahmen stark reduziert werden müsste.[57]

### Kommentare

#### Medienfachleute
- Eric Gujer, Chefredaktor der Neuen Zürcher Zeitung, forderte eine markante Kurskorrektur für die SRG gegen deren Übermacht und erwähnte für den Fall der Annahme der Initiative die Möglichkeit einer «kreativen Lösung» des Parlamentes bei der konkreten Verordnung (damit die SRG nicht untergehe). Er bezeichnete die Behauptung, nur ein öffentlich-rechtlicher Sender könne die sozialen Schichten, Regionen und Sprachen verbinden, als vermessen und totalitär. Politisches Wissen sei in einer Demokratie essentiell. Dazu gehöre aber, dass der Einzelne darüber entscheiden könne, wo er sich informiere und wie viel er dafür berappen wolle. Der Service public gerate zur Fiktion, weil er in einem Markt mit lauter Nischenangeboten selbst nur eine Nische besetze, so liege beispielsweise der Altersdurchschnitt der Zuschauer des ersten Fernsehkanals SRF 1 bei 62 Jahren, erreiche also nur relativ wenige junge Zuschauer. Es gebe spezialisierte Angebote anderer, meist ausländischer Medienunternehmen für Sport, Unterhaltung und Information.[58] In einem Video-Podcast der Weltwoche erklärte Gujer schliesslich, er lehne die Initiative dennoch ab, da sie zu weit gehe.[59]
- Der Tages-Anzeiger-Redaktor Fabian Renz erklärte, es ginge um «ein Gut, das die Libertären mit ihrer Vision nicht anbieten können: Vertrauen, das Gefühl von Verlässlichkeit, Berechenbarkeit, Geborgenheit». Er verglich es mit der Verlässlichkeit des öffentlichen Verkehrs; auch wer nicht vor hätte, mit dem Postauto nach Cumpadials GR zu fahren, wisse, dass er es jederzeit könnte – und Renz fügte hinzu, er sei gleichzeitig froh, dass die Bewohner von Cumpadials es könnten.[60]
- Matthias Daum führte in der Zeit diese verlässliche Solidarität weiter aus und schrieb, die Initianten wollten «Eine Schweiz ohne institutionalisierte Solidarität, ohne Kollektiv, das einen trägt, wenn man es mal braucht.»[61]
- Das deutsche Magazin ZAPP sah das Schweizer Mediensystem aufgrund der Initiative an einem Scheideweg, der Ausgang sei ungewiss.[62]
- Maurice Thiriet, Chefredaktor von Watson, forderte in einem offenen Brief beide Parteien zu einer echten Güterabwägung auf, anstatt sich «darauf zu beschränken, den Linken bei der SRG oder den Rechten bei der SVP mal wieder eins auf den Deckel zu geben». Es gehe um eine «einigermassen relevante Institution», welche eine sachliche Auseinandersetzung verlange, nämlich um die Frage, wie die «Informiertheit der Bevölkerung» zu erreichen sei.[63]
- In seinem Film Die Vierte Gewalt hat der Filmemacher Dieter Fahrer Medienschaffende in vier Organisationen (Der Bund, Watson, Republik und das Redaktionsteam vom Echo der Zeit der SRG) aufgesucht und bei der Arbeit gefilmt.[64] In Zusammenhang mit Watson erklärt Fahrer: Unauffälligkeit und Differenziertheit kann sich in dieser Branche niemand leisten. Beim Echo der Zeit der SRG findet Fahrer: Dort arbeiten sehr engagierte Leute: Ich fand es hochspannend, ihren Diskussionen zuzuhören. Ausserdem haben sie (noch) genügend Ressourcen und ein Korrespondentennetzwerk wie kaum sonst jemand. Im Gegensatz zum Echo der Zeit stellt er allgemein fest: Der Journalismus müsste dazu beitragen, Sachverhalte besser einordnen zu können. Aber leider passiert oft das Gegenteil.
- Gilles Marchand, Generaldirektor der SRG-SSR seit Oktober 2017, hielt den verschiedenen Plänen B unterschiedlicher Befürworter der Initiative entgegen, dass bei einem «Ja» zur Initiative die SRG-SSR ihre Daseinsberechtigung verlieren und eine Liquidation erforderlich würde. Er versprach, dass die SRG-SSR auch bei einem «Nein» Reformen unternehmen werde und ein Sparprogramm dazu gehöre.[65]
- Pietro Supino, Präsident von Tamedia, gab keine klare Stellungnahme zur Initiative ab. Jedoch ist bekannt, dass der Verband Schweizer Medien (VSM) sich nicht auf eine klare Stellungnahme zur Initiative einigen konnte, weil ein Streit bezüglich Admeira zwischen Ringier und Tamedia dies verhindert hatte. Die Absicht von Tamedia im Dezember 2017, die Goldbach Group zu übernehmen, würde es allenfalls möglich machen, von einem SRG-Grounding nach Annahme der No-Billag-Initiative kommerziell zu profitieren. Jacqueline Badran, Nationalrätin, stellte den Zusammenhang mit der Initiative wie folgt dar: Der Einzige, der auf der ganzen Linie vom SRG-Grounding nach Annahme der No-Billag-Initiative kommerziell profitieren würde, ist der neue Tamedia-Goldbach-Konzern.[66]
- Philipp Cueni, Gründer des Medienmagazins Edito, verwies auf Emotionalität und den Widerspruch der Befürworter; einerseits sei zu hören, eine vollständige Liquidierung der öffentlich-rechtlichen Medienanstalten sei ein Gebot der Zeit, während gleichzeitig beteuert würde, die Initiative richte sich nicht gegen die SRG und sei nicht deren Ende. Die zunehmende Aggressivität der Befürworter entblösse ihren nur angeblich liberalen politischen Hintergrund.[67]

## Positionen der politischen Parteien
| ja          | nein                                       |
| ----------- | ------------------------------------------ |
| - SVP - EDU | - SP - FDP - CVP - Grüne - glp - BDP - EVP |

Unter den nationalen Parteien wurde die Initiative von den Grünen, der SP, der FDP, der BDP, der CVP, der glp und der EVP abgelehnt. Die FDP verabschiedete an ihrer Delegiertenversammlung vom 13. Januar 2018 zusätzlich zur Nein-Parole für die No-Billag-Abstimmung ein Positionspapier zur Schweizer Medienlandschaft mit Vorschlägen für eine Reform der damaligen Medienregulierung. Zur Annahme empfohlen wurde die Initiative von der SVP und der EDU. Die Jungfreisinnigen beschlossen am 20. Januar 2018 – im Gegensatz zu ihrer Mutterpartei – die JA-Parole. Die restlichen Jungparteien – Junge Grüne, JUSO, JCVP, JBDP, JGLP, JEVP (alle Nein) und JSVP (Ja) – hatten dieselbe Parolen wie ihre Mutterparteien.
Als Ausnahmen in den Regionen von Sprachminderheiten sprachen Gruppierungen sich für die Initiative aus, obschon heute innerhalb der SRG-SSR diese Regionen von Quersubventionierungen profitieren. So traten die Jungfreisinnigen des Kantons Genf und eine Mehrheit der Lega dei Ticinesi für die Initiative ein. Bisher nahm man an, dass die Westschweiz deutlich für den Beibehalt der bisherigen SRG sei, da es in diesem Sprachraum 19 öffentlichrechtliche und subventionierte private Fernseh- und Radiosender gebe.

## Meinungsumfragen
| Institut         | Auftraggeber             | Datum             | Ja   | Eher Ja | Unentschieden Keine Antwort | Eher Nein | Nein |
| ---------------- | ------------------------ | ----------------- | ---- | ------- | --------------------------- | --------- | ---- |
| LeeWas GmbH      | Tamedia                  | 15. Februar 2018  | 37   | 2       | 1                           | 2         | 58   |
| GfS Bern         | SRG SSR                  | 11. Februar 2018  | 22   | 11      | 2                           | 9         | 56   |
| LeeWas GmbH      | Tamedia                  | 1. Februar 2018   | 36   | 2       | 1                           | 2         | 59   |
| Marketagent.com1 | ?                        | 17. Januar 2018   | 40.9 |         | 7.7                         |           | 51.4 |
| LeeWas GmbH      | Tamedia                  | 15. Januar 2018   | 36   | 4       | 1                           | 3         | 56   |
| GfS Bern         | SRG SSR                  | 12. Januar 2018   | 26   | 12      | 2                           | 12        | 48   |
| LeeWas GmbH      | 20 Minuten               | 14. Dezember 2017 | 51   |         | 4                           |           | 45   |
| Marketagent.com1 | ?                        | 12. Dezember 2017 | 44   | 12      | 5                           | 10        | 28   |
| Marketagent.com2 | ?                        | 22. November 2017 | 42   | 15      | 8                           | 13        | 22   |
| DemoSCOPE        | Verband Schweizer Medien | 4. September 2017 | 47   |         | 16                          |           | 37   |

1 Die Umfrage berücksichtigte das Tessin und über 75-Jährige nicht, weshalb sie nicht repräsentativ für alle Stimmberechtigten ist.
2 Die Umfrage berücksichtigte das Tessin und über 65-Jährige nicht, weshalb sie nicht repräsentativ für alle Stimmberechtigten ist.
Bemerkungen: Angaben in Prozent. Das Datum bezeichnet den mittleren Zeitpunkt der Umfrage, nicht den Zeitpunkt der Publikation der Umfrage.

## Volksabstimmung

Kartografische Darstellung des Abstimmungsergebnisses

Nach dem amtlichen Endergebnis wurde die Initiative von Volk (833'837 Ja, 2'098'302 Nein) und Ständen (0 Ja, 23 Nein) verworfen.
| Kanton                           | Ja (%) | Nein (%) | Beteiligung (%) |
| -------------------------------- | ------ | -------- | --------------- |
| Aargau                           | 32,2   | 67,8     | 51,8            |
| Appenzell Ausserrhoden           | 32,1   | 67,9     | 53,7            |
| Appenzell Innerrhoden            | 33,4   | 66,6     | 46,5            |
| Basel-Landschaft                 | 27,5   | 72,5     | 52,8            |
| Basel-Stadt                      | 26,5   | 73,5     | 58,6            |
| Bern                             | 24,9   | 75,1     | 52,8            |
| Freiburg                         | 22,4   | 77,6     | 50,6            |
| Genf                             | 25,2   | 74,8     | 53,6            |
| Glarus                           | 33,2   | 66,8     | 49,6            |
| Graubünden                       | 22,8   | 77,2     | 52,7            |
| Jura                             | 21,9   | 78,1     | 46,9            |
| Luzern                           | 28,4   | 71,6     | 55,2            |
| Neuenburg                        | 21,7   | 78,3     | 51,3            |
| Nidwalden                        | 32,5   | 67,5     | 62,6            |
| Obwalden                         | 31,0   | 69,0     | 61,9            |
| Schaffhausen                     | 37,3   | 62,7     | 68,4            |
| Schwyz                           | 37,9   | 62,1     | 56,6            |
| Solothurn                        | 30,7   | 69,3     | 52,0            |
| St. Gallen                       | 34,4   | 65,6     | 52,5            |
| Tessin                           | 34,5   | 65,5     | 64,8            |
| Thurgau                          | 34,4   | 65,6     | 50,3            |
| Uri                              | 30,4   | 69,6     | 48,4            |
| Waadt                            | 23,5   | 76,5     | 55,1            |
| Wallis                           | 28,8   | 71,2     | 56,1            |
| Zug                              | 32,1   | 67,9     | 61,4            |
| Zürich                           | 28,4   | 71,6     | 56,7            |
| Schweizerische Eidgenossenschaft | 28,4   | 71,6     | 54,4            |

## Fernsehbeiträge
- Ben Bolz, Caroline Schmidt: Öffentlich-Rechtliche in der Schweiz: Einfach mal abschaffen? In: panorama.de, 24. Januar 2018.
- Im Kreuzfeuer – Wie die SRG unter Druck kam. In: Dok, SRF 1 vom 8. März 2018 (54 min).